# تیم ملی فوتبال زیر ۲۱ سال اوکراین
تیم ملی فوتبال زیر ۲۱ سال اوکراین (اوکراینی: Молодіжна збірна України) یا تیم ملی فوتبال جوانان اوکراین، نماینده کشور اوکراین در مسابقات فوتبال جوانان اروپا و جهان است که زیر نظر فدراسیون فوتبال اوکراین فعالیت می‌کند.
از افتخارات وی میتوان به کسب مقام نایب قهرمانی مسابقات زیر ۲۱ سال اروپا ۲۰۰۶ اشاره کرد. 